# Nippo džišo
Nippo džišo (japonsky 日葡辞書, doslova „japonsko-portugalský slovník“) sepsaný jezuitskými misionáři a vydaný v japonském Nagasaki roku 1603. Portugalsky se nazývá Vocabulario da Lingoa de Iapam.

## Historie
Hlavním účelem slovníku bylo pomoci misionářům prolomit jazykovou bariéru. Na rozdíl od obchodníků, kteří si vystačili s minimem slovní zásoby, hrála znalost místního jazyka pro evropské misionáře v Japonsku nesmírně důležitou roli. V Tovaryšstvu Ježíšovu se začalo studiem jazyků brzy po přistání průkopníka Františka Xaverského v roce 1549. Otcové sestavovali osobní slovníky s vlastní slovní zásobou a idiomy, které si vyměňovali, vylepšovali a dávali k dispozici nově příchozím. Japonsko-portugalské glosáře tak vznikaly již na konci 16. století. Po importu evropského knihtisku do Japonska v roce 1591 bylo možné začít tisknout japonské texty latinkou.
V roce 1595 byl vydán latinsko-portugalsko-japonský slovník, což byl původní latinsko-portugalský slovník italského lexikografa Ambrogia Calepina rozšířený o japonské překlady. V letech 1604–1608 byla vytištěna průkopnická gramatika Arte da Lingoa de Iapam, kterou sestavil João Rodrigues, vynikající znalec japonského jazyka a kultury. Byl to pravděpodobně Rodrigues, kdo se ujal vedení při sestavování japonsko-portugalského slovníku. Přípravy, na nichž se podíleli i japonští křesťané, trvaly mnoho let. V roce 1603 byl slovník vytištěn v Nagasaki, nejdůležitější základně jezuitů v Japonsku. V následujícím roce pak byl doplněn o rozšiřující dodatky.

## Struktura
Na osmi stech stranách obsahuje přibližně 32 000 japonských hesel s vysvětlivkami v portugalštině. Původní vydání bylo psané výhradně latinkou, bez japonských znaků. Slovník obsahuje nejen odpovídající portugalské překlady, k dispozici jsou i vysvětlivky vytištěné kurzívou. Uspořádání textu je po dvou sloupcích na stránku.
Podle potřeby v něm autoři označují regionální dialekty, psané a mluvené formy, výrazy specifické pro ženy a děti, zdvořilostní či vulgární slova a buddhistickou slovní zásobu. Mnohá z těchto slov nebyla před vydáním Nippo džišo zapsána v žádném známém textu. Systém zápisu používaný v Nippo džišo také odráží fonetiku japonštiny 16. století, která je odlišná od moderní japonštiny. Proto poskytuje lingvistům cenný vhled do japonštiny období Sengoku a do vývoje japonštiny do její moderní podoby. Slovník přináší také informace o rýmovaných slovech, jednotlivých výslovnostech, významu, použití, názvech rostlin a zvířat, oblíbených frázích i dobových zvycích.
Není divu, že velmi časté jsou ve slovníku odkazy na japonská náboženství, protože misionáři byli vybízeni ke studiu konkurenčních vyznání, i když jen proto, aby je mohli lépe vyvracet. Jen pod písmenem „A“ je uvedeno více než padesát pojmů souvisejících s buddhismem a šintoismem a pod písmenem „B“ je jich více než sto. Jeden z nejdelších záznamů v celém díle je věnován výkladu en, v buddhistickém smyslu osudu. Stručné, i když dostatečné, jsou ve slovníku uvedeny i popisy Izanagi a Izanami – příběh o stvoření Japonska.
Ve Vocabulariu je také zmíněna řada dalších legend, například Yembudagon[zápis?] (česky „Velmi jemné zlato“). Jedna z japonských pověstí vypráví, že v Tendžiku roste strom zvaný Yambuyu[zápis?], z něhož kape jakási tekutina. Ta se při dopadu na zem mění ve velmi čisté zlato, které se nazývá Yembudagon.

## V moderní době
Protože tento slovník obsahuje nejstarší známý písemný přepis mnoha japonských slov, slovníky japonského jazyka jej často uvádí jako primární zdroj, například čtrnáctisvazkový Nihon kokugo daidžiten (日本国語大辞典) vydaný nakladatelstvím Šógakukan.
Počet výtisků prvního vydání z roku 1603 není znám. Mnoho svazků padlo za oběť pronásledování křesťanství. Z původního vydání se dochovaly pouze čtyři výtisky. Jeden je uložen v Bodleyově knihovně v univerzity v Oxfordu, druhý ve Francouzské národní knihovně v Paříži, třetí v Portugalsku, v knihovně v Évoře. Poslední dochovaný výtisk je uložen v brazilské národní knihovně v Rio de Janeiru. Tento výtisk patřil manželce brazilského císaře Doma Petra II., Tereze Marii. V roce 2020 byla vydána faksimile tohoto výtisku.